# 卡庇托林山

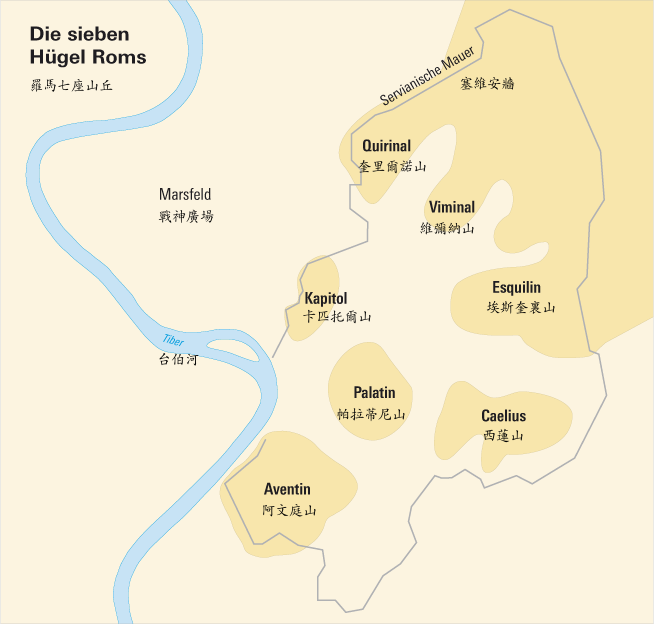
羅馬七座山丘

卡庇托林山或卡比托利歐山（拉丁文：Collis Capitolinus，意大利文：Campidoglio）是意大利羅馬七座山丘之一，也是最高的一座，為羅馬建城之初的重要宗教與政治中心，介于古罗马广场与战神广场之间。在古罗马时代，山上曾建有朱庇特神庙、维约维斯神庙等宗教建筑，档案馆，以及君士坦丁巨像。中世纪和文艺复兴时期，在此兴建环绕卡比托利欧广场（米开朗琪罗设计）的宫殿：元老宫、保守宫、新宫，今天设有卡比托利欧博物馆。现在，古代残存遗址大多为中世纪和文艺复兴时期的宫殿所覆盖，只遗留少数地基废墟。山上还有一座天主教堂天坛圣母堂。

## 延伸閲讀
- 首都
- 国会山
- 美國國會大廈

## 外部連結
- Minosh Photography
- Samuel Ball Platner, A Topographical Dictionary of Ancient Rome:（页面存档备份，存于）